# Luke Wilson
Luke Cunningham Wilson (Dallas, Texas, 1971. szeptember 21. –) amerikai színész. Testvérei, Owen és Andrew Wilson szintén színészek.

## Élete
Wilson Dallasban született. Édesanyja Laura Wilson (született Cunningham) fotográfus, apja, Robert Andrew Wilson reklámszakember és egy köztelevízió operátora. 1991-ben Los Angelesbe költöztek fivéreivel, Owennel és Andrew-val a színészi karrier reményében.

## Pályafutása
1996-ban volt az első filmbéli szereplése: testvérével, Owennel voltak főszereplők Wes Anderson Petárda című bűnügyi vígjátékában. 1999-ben Martin Lawrence társaként szerepelt az Állj, vagy jövök! című filmben. 2001-ben ismét Anderson rendezésében, a Tenenbaum, a háziátok-ban több népszerű színésszel játszott együtt. 2003-ban a Sulihuligánok főszereplője volt.

## Filmográfia

### Film

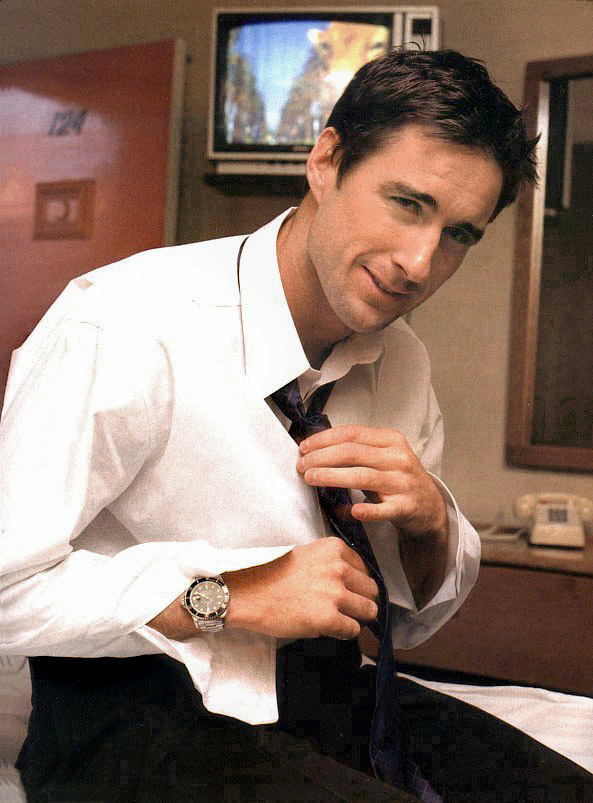
Wilson 2003-ban

| Év   | Magyar cím                         | Eredeti cím                             | Szerep                               | Magyar hang          |
| ---- | ---------------------------------- | --------------------------------------- | ------------------------------------ | -------------------- |
| 1996 | Petárda                            | Bottle Rocket                           | Anthony Adams                        | Viczián Ottó         |
| 1997 |                                    | Bongwater                               | David                                |                      |
| 1997 | Hazudozni Amerikában               | Telling Lies in America                 | Henry                                | Harmath Imre         |
| 1997 | Túsznász                           | Best Men                                | Jesse Reilly                         |                      |
| 1997 | Sikoly 2.                          | Scream 2                                | Billy Loomis a filmben               | Pálmai Szabolcs      |
| 1998 | Rövid pórázon                      | Dog Park                                | Andy                                 |                      |
| 1998 | Ennivaló a csaj                    | Home Fries                              | Dorian Montier                       | Zalán János          |
| 1998 | Okostojás                          | Rushmore                                | Dr. Peter Flynn                      | Rába Roland          |
| 1999 |                                    | Kill the Man                            | Stanley Simon                        |                      |
| 1999 | Állj, vagy jövök!                  | Blue Streak                             | Carlson nyomozó                      | Crespo Rodrigo       |
| 2000 | Kutyám, Skip                       | My Dog Skip                             | Dink Jenkins                         | Kálid Artúr          |
| 2000 | Férjfogó                           | Committed                               | Carl                                 | Galambos Péter       |
| 2000 |                                    | Bad Seed                                | Preston Tylk                         |                      |
| 2000 | Charlie angyalai                   | Charlie's Angels                        | Peter Kominsky                       | Sztarenki Pál        |
| 2001 | Doktor Szöszi                      | Legally Blonde                          | Emmett Richmond                      | Stohl András         |
| 2001 |                                    | Soul Survivors                          | Jude                                 |                      |
| 2001 | Tenenbaum, a háziátok              | The Royal Tenenbaums                    | Richard "Richie" Tenenbaum           | Görög László         |
| 2002 |                                    | The Third Wheel                         | Stanley                              |                      |
| 2003 | Az utolsó akkord                   | Masked and Anonymous                    | Bobby Cupid                          | Kaszás Attila        |
| 2003 | Sulihuligánok                      | Old School                              | Mitch Martin                         | Czvetkó Sándor       |
| 2003 | Túl közeli rokon                   | Stuck on You                            | önmaga                               |                      |
| 2003 | Alex és Emma – Regény az életünk   | Alex and Emma                           | Alex Sheldon / Adam Shipley          | Viczián Ottó         |
| 2003 | Charlie angyalai: Teljes gázzal    | Charlie's Angels: Full Throttle         | Peter Kominsky                       | Sztarenki Pál        |
| 2003 | Doktor Szöszi 2.                   | Legally Blonde 2: Red, White and Blonde | Emmett Richmond                      | Barát Attila         |
| 2004 | 80 nap alatt a Föld körül          | Around the World in 80 Days             | Orville Wright                       | Holl Nándor          |
| 2004 | A híres Ron Burgundy legendája     | Anchorman: The Legend of Ron Burgundy   | Frank Vitchard                       | Haás Vander Péter    |
| 2004 |                                    | Wake Up, Ron Burgundy: The Lost Movie   | Frank Vitchard                       |                      |
| 2005 | A Wendell Baker balhé              | The Wendell Baker Story                 | Wendell Baker                        | Széles Tamás         |
| 2005 | Kőkemény család                    | The Family Stone                        | Ben Stone                            | Stohl András         |
| 2006 | Bagolyvédők                        | Hoot                                    | David Delinko rendőrtiszt            | Rajkai Zoltán        |
| 2006 | Mini beindul                       | Mini's First Time                       | John Garson                          | Csík Csaba Krisztián |
| 2006 | A szuper exnőm                     | My Super Ex-Girlfriend                  | Matt Saunders                        | Görög László         |
| 2006 | Hülyék paradicsoma                 | Idiocracy                               | Joe Bauers tizedes                   | Crespo Rodrigo       |
| 2006 |                                    | Jackass Number Two                      | önmaga                               |                      |
| 2007 | Piás polák bérgyilkos              | You Kill Me                             | Tom                                  | Széles Tamás         |
| 2007 | Elhagyott szoba                    | Vacancy                                 | David Fox                            | Görög László         |
| 2007 | Börtönvonat Yumába                 | 3:10 to Yuma                            | Zeke                                 |                      |
| 2007 | Jégi dicsőségünk                   | Blades of Glory                         | Szexuális felvilágosító              | Juhász Zoltán        |
| 2007 | Harc a Terra bolygóért             | Battle for Terra                        | James "Jim" Stanton hadnagy (hangja) | Czvetkó Sándor       |
| 2007 | Szédítően szőke                    | Blonde Ambition                         | Ben                                  | Széles Tamás         |
| 2008 | Itt járt Henry Pool                | Henry Poole Is Here                     | Henry Poole                          | Csőre Gábor          |
| 2008 | Elhagyott Szoba 2. – Az Első Vágás | Vacancy 2: The First Cut                | David Fox (archív felvétel)          | Görög László         |
| 2009 |                                    | Tenure                                  | Charlie Thurber                      |                      |
| 2010 | Haláli temetés                     | Death at a Funeral                      | Derek                                | Széles László        |
| 2010 | Szex a neten                       | Middle Men                              | Jack Harris                          | Széles Tamás         |
| 2012 | A gonosz markában                  | Meeting Evil                            | John                                 | Varga Gábor          |
| 2012 |                                    | Straight A's                            | William                              |                      |
| 2013 |                                    | Move Me Brightly                        | Az interjúztató                      |                      |
| 2014 | Csontváz ikrek                     | The Skeleton Twins                      | Lance                                | Stohl András         |
| 2014 | Hullámlovasok                      | Ride                                    | Ian                                  | Bozsó Péter          |
| 2015 | A szerelem markában                | Playing It Cool                         | Samson                               | Czvetkó Sándor       |
| 2015 | Lehull az éj                       | Meadowland                              | Phil                                 | Görög László         |
| 2015 | Nevetséges hatos                   | The Ridiculous 6                        | Danny                                |                      |
| 2015 | Sérülés                            | Concussion                              | Roger Goodell                        | Kárpáti Levente      |
| 2016 | Angyalok és banditák               | Outlaws and Angels                      | Josiah                               | Kaszás Gergő         |
| 2016 | Az élet anyuval                    | All We Had                              | Lee                                  |                      |
| 2016 | Rock csont                         | Rock Dog                                | Bodi (hangja)                        | Puskás Péter         |
| 2016 | Végső cél: az ismeretlen           | Approaching the Unknown                 | Louis Skinner                        | Simon Kornél         |
| 2016 | Kedves Eleanor                     | Dear Eleanor                            | Bob Potter                           | Lux Ádám             |
| 2017 | Brad helyzete                      | Brad's Status                           | Jason Hatfield                       | Czvetkó Sándor       |
| 2017 |                                    | The Girl Who Invented Kissing           | Leo                                  |                      |
| 2018 | Arizona                            | Arizona                                 | Scott                                | Czvetkó Sándor       |
| 2018 | A megmérettetés                    | Measure of a Man                        | Marty Marks                          |                      |
| 2018 |                                    | High Voltage                            | Rick                                 |                      |
| 2019 | Berlin, szeretlek                  | Berlin, I Love You                      | Burke Linz                           |                      |
| 2019 | A díszvendég                       | Guest of Honour                         | Greg atya                            |                      |
| 2019 | Az Aranypinty                      | The Goldfinch                           | Larry Decker                         | Dévai Balázs         |
| 2019 | Zombieland 2. – A második lövés    | Zombieland: Double Tap                  | Albuquerque                          | Zámbori Soma         |
| 2020 | Veled minden hely ragyogó          | All the Bright Places                   | James                                |                      |
| 2020 |                                    | Bobbleheads: The Movie                  | Earl (hangja)                        |                      |
| 2021 | A győztes lelenc csapat            | 12 Mighty Orphans                       | Rusty Russell                        | Széles Tamás         |
| 2021 |                                    | The Cleaner                             | Jim Russell                          |                      |
| 2022 | Kerozin köz                        | Gasoline Alley                          | Vargas                               | Széles Tamás         |
| 2022 | Nézz mindkét irányba!              | Look Both Ways                          | Rick                                 | Debreczeny Csaba     |
| 2023 |                                    | Miranda's Victim                        | Lawrence Turoff                      |                      |
| 2023 | Körmök                             | Fingernails                             | Duncan                               |                      |
| 2023 | Kiskarácsony, Batkarácsony         | Merry Little Batman                     | Batman (hangja)                      | Sótonyi Gábor        |
| 2024 | Horizont: Egy amerikai eposz       | Horizon: An American Saga – Chapter 1   | Matthew Van Weyden                   | Crespo Rodrigo       |

### Televízió
| Év        | Magyar cím             | Eredeti cím         | Szerep                   | Megjegyzések                |
| --------- | ---------------------- | ------------------- | ------------------------ | --------------------------- |
| 1998      | X-akták                | The X-Files         | Hartwell seriff          | 1 epizód (Rossz vér)        |
| 2002–2005 | Azok a 70-es évek show | That '70s Show      | Casey Kelso              | 6 epizód                    |
| 2004      | Törtetők               | Entourage           | önmaga                   | 1 epizód                    |
| 2004      | Saturday Night Live    | Saturday Night Live | házigazda                | 1 epizód (Luke Wilson / U2) |
| 2011–2013 | Megvilágosultam        | Enlightened         | Levi Callow              | 11 epizód                   |
| 2013      | Tömény történelem      | Drunk History       | Will Keith Kellogg       | 1 epizód                    |
| 2016      |                        | Roadies             | Bill                     | 10 epizód                   |
| 2019      | 104-es szoba           | Room 104            | Remus                    | 1 epizód                    |
| 2020      |                        | Emergency Call      | házigazda                |                             |
| 2020–2022 | Stargirl               | Stargirl            | Pat Dugan / S.T.R.I.P.E. | főszereplő                  |